# Jarčeva obratnica
 Ovo je glavno značenje pojma Jarčeva obratnica. Za druga značenja pogledajte Jarčeva obratnica (razdvojba).
Jarčeva obratnica jedna je od pet najvažnijih paralela, koja se nalazi 23° 26' 22" (stupnjevi, minute, sekunde) južno od ekvatora. Ona povezuje najjužnije točke na Zemlji na kojima Sunce dolazi u zenit, odnosno gdje Sunčevo svjetlo pada točno pod pravim kutom na Zemljinu površinu. To se događa samo jednom u godini, u podne 21. prosinca, a pojava se naziva zimski suncostaj (solsticij). Isto to se na sjevernoj polutci događa u ljetnom solsticiju na jednakoj udaljenosti od ekvatora, a ta se paralela na sjevernoj polutci naziva Rakova obratnica. Područje između tih dviju obratnica ima tropsku klimu, dok se južno odnosno sjeverno od njih nalazi područje umjerene klime.
Kad dolazi do promjene kuta Zemljine osi u odnosu na Sunce, što se događa u ciklusima od 41.000 godina, mijenja se i stupanj zemljopisne širine. Raspon zemljopisne širine unutar kojih se obratnice kreću je između 21,5° i 24,5°. No, postoje i slabije kratkotrajne promjene koje onemogućavaju određivanje točnije zemljopisne širine, tako da se razlika može kretati od 10 pa do 100 metara. 
Porijeklo imena Jarčeve obratnice je starogrčki, još iz vremena od prije više od 2000 godina. U to vrijeme se Sunce u zenitu nalazilo na mjestu gdje se noću nalazilo zviježđe Jarca. Drugi dio imena, obratnica, potiče od činjenice, da se prividno pomicanje Sunca kreće upravo između tih dvaju paralela. Kad "stigne" do zenita u jednoj, "vraća" se ponovo do zenita u drugoj obratnici (obrće se smjer prividnog kretanja). 
Jarčeva obratnica prolazi, gledano od zapada prema istoku, kroz sljedeće zemlje: Namibija, Bocvana, Južnoafrička Republika, Mozambik, Madagaskar, Australija, Tonga, Francuska Polinezija, Čile, Argentina, Paragvaj i Brazil. 
Vidjeti i:
- Rakova obratnica
- ekvator
- Arktički krug
- Antarktički krug